# Ovda Fluctus
Ovda Fluctus is een lavastroom op de planeet Venus. Ovda Fluctus werd in 1994 genoemd naar Ovda, een woudgeest in de Mari-mythologie, die zowel vrouwelijk als mannelijk kan zijn.
De fluctus heeft een lengte van 310 kilometer en bevindt zich in het quadrangle Ovda Regio (V-35).
Onderzoek van de fluctus, in 2019 gepubliceerd, wees uit dat de lavastroom niet uit graniet, maar uit basalt bestaat. Voor het ontstaan van graniet zijn grote hoeveelheden water vereist maar basalt kan ook prima zonder de aanwezigheid van water ontstaan. Daardoor komt de theorie dat Venus ooit warm en nat was, onder twijfel te staan. Wellicht is er een alternatieve verklaring te bedenken. Zo kan het zijn dat Venus heel lang leefbaar is geweest en dat deze fluctus pas gevormd werd nadat Venus haar water kwijtraakte. Onderzoeker Allan H. Treiman stelt: "Toen Venus koeler en nat was, kunnen de uit graniet bestaande gesteenten van de Ovda-hooglanden zijn gevormd. De Ovda-lavastroom kan later zijn ontstaan."